# جيسي توماس
جيسي توماس (بالإنجليزية: Jesse Thomas)‏ هو لاعب كرة قدم أمريكية أمريكي، ولد في 23 مايو 1928 في غوثري في الولايات المتحدة، وتوفي في 16 مايو 2012 في كولومبيا في الولايات المتحدة.

## وصلات خارجية
- جيسي توماس على موقع مرجع كرة القدم المحترفة.كوم (الإنجليزية)